# Carlos Atlagic
Carlos Vladimiro Atlagic Pinto (Iquique, 21 de septiembre de 1915-Los Ángeles, 22 de agosto de 1988), nombrado también como Atlaglic o Atlaglich, fue un futbolista chileno que se desempeñaba en la posición de mediocampista.

## Trayectoria
Comenzó en el fútbol en la cancha del Recreatorio Festivo del Colegio Don Bosco en Iquique. Jugó en los clubes locales de José Miguel Carrera, Norteamérica, Sportiva Italiana y Deportivo Aviación. Participó varias veces en la selección de Iquique, y en 1938 fue su capitán. Su posición era la de half izquierdo, pero durante su estadía en el Deportivo Aviación comenzó a actuar como centro half.
Llegó a Badminton en conjunto con otros jugadores iquiqueños. A mediados de 1940 fue a Colo-Colo, a causa de que Badminton no tenía dinero para pagar sueldos atrasados a sus futbolistas, y Colo-Colo ofrecía altas sumas de dinero por la transferencia de Atlagic. Llegó al club albo lesionado de un tobillo, y jugó pocos partidos. No logró consolidarse en el club, y pasó a la reserva sin sueldo. Debido a esta situación, Atlagic se fue a Iquique, por lo que Colo-Colo lo castigó con una sanción definitiva.
En 1942 volvió a Badminton, que había conseguido levantar la sanción.

## Selección nacional
Participó en el Campeonato Sudamericano 1945, disputado en Santiago, en donde participó en 4 encuentros.